# 羚锐制药
河南羚锐制药股份有限公司（上交所：600285，简称：羚锐制药），是中国上海证券交易所的一家上市公司，主要从事药品的生产与销售。

## 历史
公司成立于1999年，2000年10月18日在上海证券交易所上市。母公司为河南羚锐集团有限公司，公司总部位于河南新县。
2020年，公司实现营业收入23.3亿元，同比增长8.1%；实现净利润3.3亿元，同比增长10.6%。